# آلکوشاچی
آلکوشاچی (به پرتغالی: Alcochete Municipality) یک شهرک در پرتغال است که در Setúbal District واقع شده‌است.

## خصوصیات
آلکوشاچی ۱۲۹٫۰ کیلومترمربع مساحت و ۱۴٬۳۴۷ نفر جمعیت دارد.